# Црква преноса моштију Светог Николаја Мирликијског у Бошњацу
Црква преноса моштију Светог Николаја Мирликијског у Бошњацу, насељеном месту на територији општине Лебане, православни је храм који припада Епархији нишкој Српске православне цркве, посвећене преносу моштију Св. Николаја Мириликијског.
Дана 13. јула 2021. године, на Павловдан, Епископ нишки Арсеније осветио је темељ за нови храм који се налази непосредно уз старију Цркве Свете Мученице Параскеве. У чину освећења темеља саслуживали су свештеници Епархије нишке.